# Harumi Takahashi
Pour les articles homonymes, voir Takahashi.
Harumi Takahashi (高橋 はるみ, Takahashi Harumi), née le 6 janvier 1954 à Toyama, est une femme politique japonaise, gouverneure de la préfecture d'Hokkaidō de 2003 à 2019 et première femme à obtenir ce poste. Elle est la quatrième femme à avoir été élue gouverneure au Japon, ainsi que la seule gouverneure ayant été élue à quatre reprises. Elle représente également Hokkaidō à la Chambre des représentants du Japon pour le Parti libéral-démocrate. 
Elle fait son entrée au gouvernement Kishida I en 2019, en tant que secrétaire parlementaire chargée de l'Éducation, de la Culture, des Sports, des Sciences et de la Technologie.
Très impliquée dans les différentes mesures de revitalisation régionale, notamment dans la région d'Hokkaidō, elle concentre son activité parlementaire autour des questions d'attractivité et de reconstruction liées aux sinistres.

## Jeunesse, études et carrière pré-électorale
Takahashi naît le 6 janvier 1954 à Toyama, dans la préfecture du même nom. Elle obtient en 1976 son diplôme d'économie de l'Université Hitotsubashi et rejoint ensuite le ministère du Commerce international et de l'Industrie japonais. Elle devient ensuite la directrice du Bureau de l'économie, du commerce et de l'industrie d'Hokkaidō.

## Carrière électorale
Takahashi se présente en 2003 aux élections gouvernorales d'Hokkaidō, en tant qu'indépendante mais avec le soutien du Parti libéral-démocrate. Elle est élue d'une courte tête à l'issue de ce scrutin très disputé, elle consacre principalement son mandat à la revitalisation de l'économie régionale. Takahashi insiste également sur les avantages de la consommation d'aliments provenant d'Hokkaidō, pour relancer l'industrie alimentaire de la préfecture. Elle est ensuite réélue en 2007,.

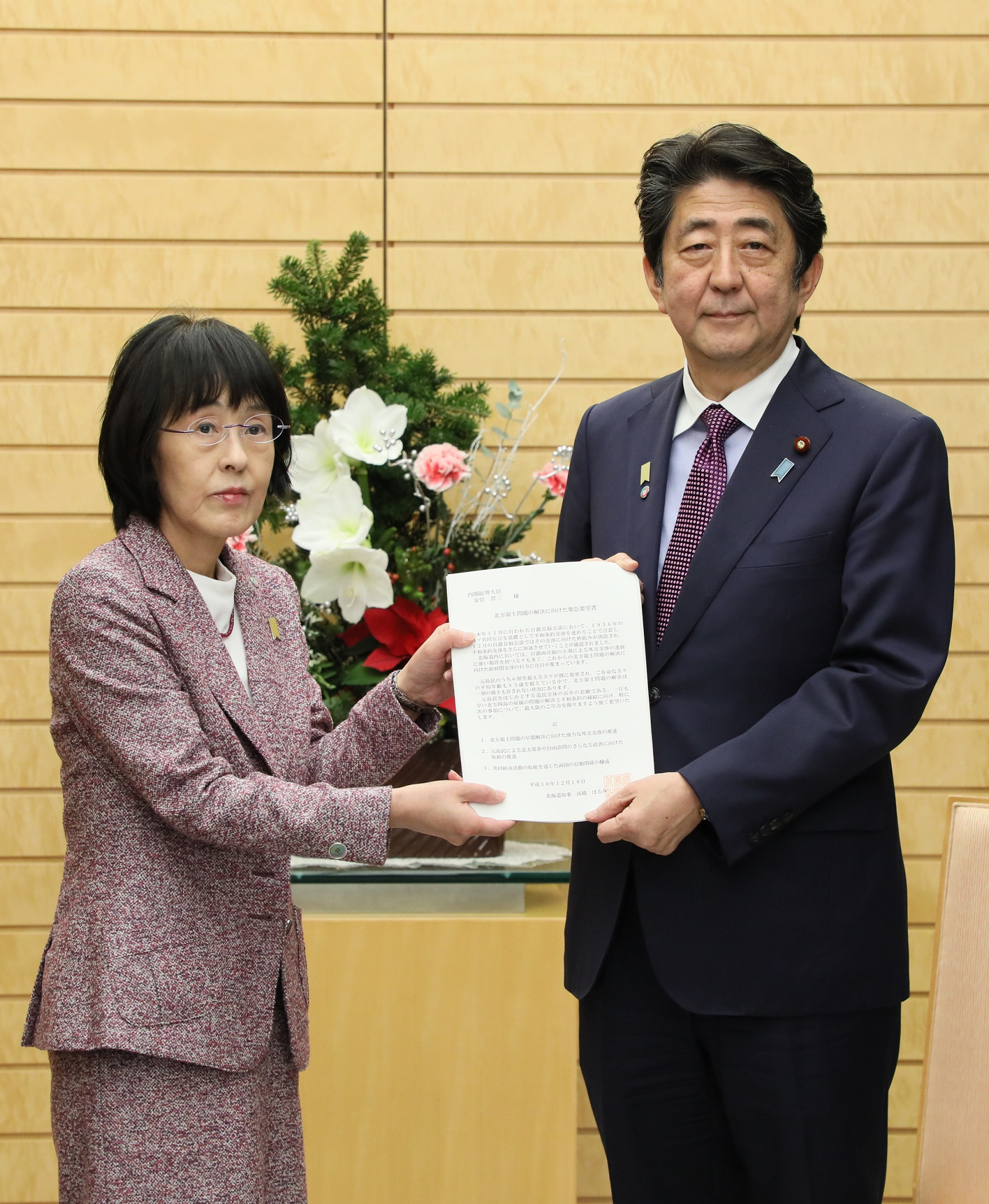
Harumi Takahashi et Shinzō Abe en 2018.

Takahashi est réélue en 2011 à son poste de gouverneure d'Hokkaidō, et fait passer durant ce mandat de nouvelles lois locales visant à limiter la vente de terres de la préfecture, alors que de plus en plus d'inquiétudes des locaux se font entendre. Elle axe également son mandat autour de la réparation des dégâts causés par le séisme de 2011, ainsi que la mise en place de mesures de sécurité drastiques autour des centrales nucléaires.
En 2015, elle axe sa campagne de réélection pour un quatrième mandat principalement autour des mesures à prendre pour revitaliser l'économie et pour lutter contre le déclin de la population, qui touche particulièrement Hokkaidō,. Elle est réélue à la suite de ce scrutin, faisant d'elle le premier gouverneur du Japon à effectuer quatre mandats,. Lors de son mandat, elle est notamment impliquée dans la reconstruction de la préfecture à la suite du séisme de 2018 à Hokkaidō, qui a fait plusieurs dizaines de morts et a détruit plusieurs villages.
Fin 2018, Takahashi annonce son intention de ne pas se représenter aux élections gouvernorales de 2019, pour se concentrer sur les élections à la Chambre des conseillers du Japon, auxquelles elle concourt avec le soutien du Parti libéral-démocrate. Elle déclare avoir été profondément affectée par les séismes ayant touché Hokkaidō, et avoir de fortes inquiétudes quant à un cinquième mandat, et préfère ainsi porter la parole d'Hokkaidō à la Diète nationale. Elle démissionne de son poste de gouverneure le 22 avril 2019, et est élue à l'issue du scrutin de la Chambre des conseillers en juillet de la même année. Le Nihon keizai shinbun estime que son bilan de gouverneure est plutôt bon, félicitant notamment la relance industrielle, touristique et agricole de la région, mais déplorant une stagnation économique et des problèmes non résolus, comme les problèmes des lignes JR, dont la modification de l'itinéraire n'a pas été conduite à terme.
En août 2023, elle devient la présidente du Bureau des femmes du PLD, à la suite de la démission de Rui Matsukawa, prise dans un scandale à cause d'un voyage en France,. Candidate à sa réélection lors des élections à la Chambre des conseillers du Japon de 2025, elle conserve son siège avec une large avance de voix.   

## Prises de position
Takahashi s'implique fortement dans la revitalisation régionale au Japon, particulièrement dans sa région d'Hokkaidō. Elle insiste notamment sur la promotion du tourisme, mais également sur l'attractivité des entreprises et l'implantation d'industries, pour faire vivre l'économie locale,.
Elle se déclare favorable à l'ouverture de casinos, qui étaient interdits jusqu'en 2023 au Japon. Elle fait notamment des déplacements dans différents casinos asiatiques pour s'inspirer de la gestion de ces complexes de loisirs.
Takahashi milite notamment pour un durcissement des pressions et des sanctions appliquées à la Corée du Nord et pour la promulgation de plus de lois liées à la sécurité au Japon.
Comme la majorité des représentants de son parti, elle fait la promotion des Abenomics, politique économique japonaise promue par le Premier ministre Shinzō Abe, qu'elle soutient. Elle estime également que l'énergie nucléaire est nécessaire à la contribution énergétique japonaise pour le moment, même si l'armement nucléaire ne devrait pas être envisagé. En outre, elle souhaite une révision de la Constitution antimilitariste du Japon.

## Controverses
En décembre 2023, Takahashi se retrouve impliquée dans le scandale de détournements de fonds publics et de fraude financière qui touche une grande partie des représentants du PLD. Elle est notamment accusée d'avoir reçu des pots-de-vin d'environ 220 000 yens lors de différents évènements de levée de fonds.